# Lim Yoo Jong
 (février 2025).
Si vous disposez d'ouvrages ou d'articles de référence ou si vous connaissez des sites web de qualité traitant du thème abordé ici, merci de compléter l'article en donnant les références utiles à sa vérifiabilité et en les liant à la section « Notes et références ».
Lim Yoo Jong (appelé affectueusement Maître Lim par ses élèves français) est un joueur de go coréen qui contribua grandement au développement de ce jeu à partir de la fin des années 1960 en France.

## Biographie
Lim Yoo Jong naît en 1924 dans un village actuellement en Corée du Nord. Enrôlé de force dans l'armée japonaise, il sera envoyé en Mandchourie à la frontière sibérienne. Après une errance en Chine à la fin de la guerre, il finira ses études en Corée tout en se perfectionnant au go. Il deviendra professeur de langue, puis part en Malaisie avant de s'installer en France. En 1969, il rencontre à Paris Jacques Roubaud et de jeunes normaliens, passionnés de go mais y jouant maladroitement, et décide de leur enseigner ce qu'il sait de ce jeu ; l'un d'eux, Patrick Mérissert-Coffinières, deviendra champion d'Europe en 1976.
Contributeur à la Revue française de Go, auteur de plusieurs ouvrages, il a éduqué toute une génération de joueurs et permis le développement du go en France
. La Coupe Maître Lim (un tournoi par équipes de quatre joueurs, puis cinq, considéré comme le championnat de France des clubs) a été nommée en son honneur en 2003.
Il décède le 7 septembre 2016 à Plaisir (Yvelines).

## Distinction
1994 : Médaille d'Or de la Jeunesse et des sports.